# أريتز أدوريز
أريتز أدوريز زوبيلديا (بالإسبانية: Aritz Aduriz) (تلفظ بالإسبانية: /ˈaɾits aˈðuɾiθ/؛ مواليد 11 فبراير 1981) هو لاعب كرة قدم إسباني سابق لعب في مركز الهجوم مع نادي أتلتيك بيلباو في الدوري الإسباني لكرة القدم.
اشتهر بقدراته في الكرات الهوائية ومن اللمسة الأولى، قضى معظم حياته المهنية في أتلتيك بيلباو، حيث سجل أكثر من 150 هدفًا في جميع المسابقات للفريق على ثلاث فترات.
بالإضافة إلى اللعب مع منتخب إسبانيا، كان أدوريز هدافًا منتظمًا لمنتخب الباسك. شارك للمرة الأولى في بطولة بطولة أمم أوروبا 2016 في سن الخامسة والثلاثين.

## مسيرته الكروية

### النشأة
وُلد أدوريز في سان سيباستيان في غيبوثكوا، وكان من عائلة حريصة على الرياضة ولكنه يميل أكثر إلى ركوب الأمواج وتسلق الجبال والتزلج الريفي على الثلج، وتميز في الأخيرة كطفل. تعلم لعب كرة القدم على الرمال على شاطئ لا كونشا.

### أتلتيك بيلباو
بعد موسمين في قضاها في الفريق الإحتياطي، لعب أدوريز أول مباراة للفريق الأول في 14 سبتمبر 2002 ضد برشلونة في الخسارة 0–2 على أرضه، لكنه لم يشارك سوى في مباراتين بالدوري خلال الموسم، وكان لايزال يلعب مع الفريق الاحتياطي، حيث لعب ما يقرب من 100 مباراة في الدوري الإسباني الدرجة الثانية بي. وذهب لقضاء ما يقرب ثلاثة مواسم في مكان آخر (موسم واحد مع بورغوس، وموسم ونصف في بلد الوليد في الدوري الإسباني الدرجة الثانية بي) قبل أن يعود إلى أتلتيك في ديسمبر 2005.
أظهر أدوريز تقدمًا مستمرًا، حيث شهد بأهدافه التسعة في الدوري الإسباني في 34 مباراة في موسم 2006–07، بما في ذلك هاتريك على ريال سرقسطة في 19 مايو 2007، في المباراة التي خسرها فريقه 3–4. طغى عليه فرناندو يورينتي الأصغر سنا في الموسم التالي، لكنه كان لا يزال قادرًا على التسجيل، حيث سجل سبع أهداف في 33 مباراة بالدوري.

### مايوركا

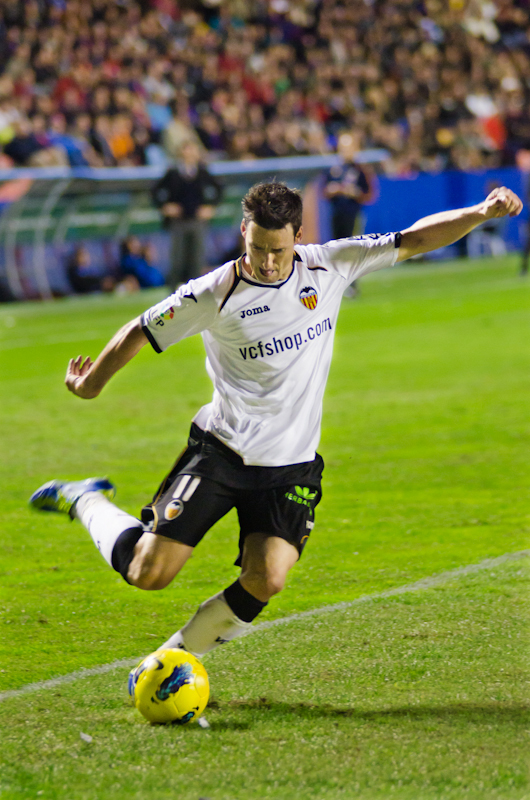
أدوريز يلعب مع فالنسيا في عام 2011

في 4 أغسطس 2008، أصبح أدوريز أول لاعب يسجل على ملعب كولشستر المجتمعي، في مباراة ودية ضد كولتشستر يونايتد. تم بيعه إلى ريال مايوركا في 23، حيث وقع عقد مدته أربع سنوات.
في 26 أكتوبر 2008، سجل أدوريز هدفين لناديه الجديد في الفوز 3–0 على أرضه أمام إسبانيول، وأنهى سنته الأولى كأفضل هداف للفريق، ليحتل المركز التاسع النهائي. كرر الإنجاز الفردي في 2009–10 حيث احتل مايوركا المركز الخامس، وتأهل إلى الدوري الأوروبي.

### فالنسيا
في سن 29، انتقل أدوريز إلى فالنسيا في 14 يوليو 2010، مقابل حوالي 4 ملايين يورو. سجل في أول مباراة رسمية له في 28 أغسطس، وافتتح التسجيل في مباراة الفوز 3–1 أمام نادي مالقا.
من يناير 2011، بعد وصول البرازيلي جوناس في سوق الانتقالات الشتوية، وبسبب حقيقة أن أوناي إيمري المدير الفني لم يلعب إلا بمهاجم واحد – روبيرتو سولدادو – أدوريز وجد نفسه على مقاعد البدلاء في كثير من الأحيان. نجح في إنهاء موسمه الأول بتسجيله 14 هدفًا رسمي، بما في ذلك هدفين في موسمه في دوري أبطال أوروبا، واحد في كل مباراة ضد بورصا سبور.

### عودة إلى أتلتيك بيلباو

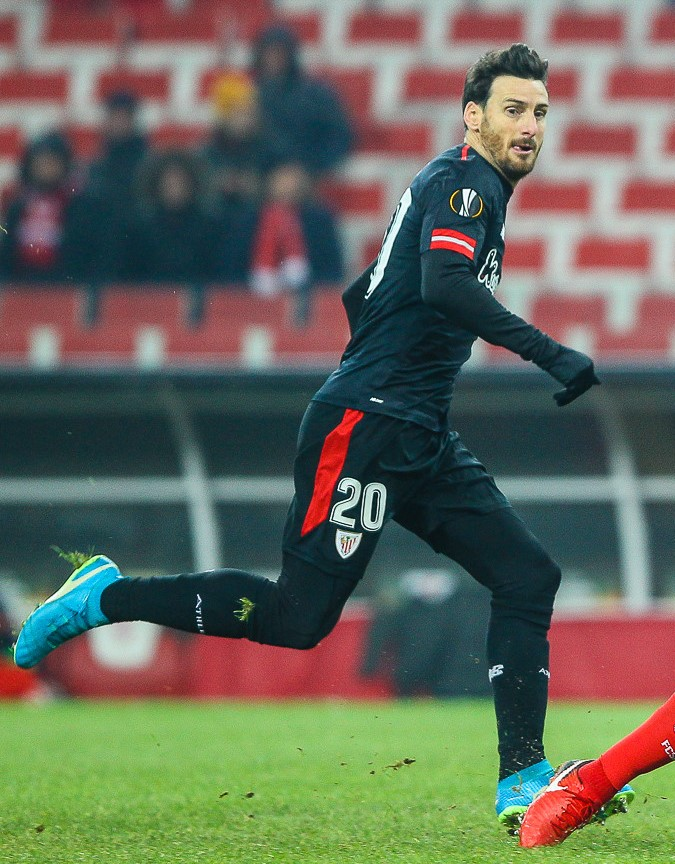
أدوريز يلعب مع أتلتيك في الدوري الأوروبي، 2018

في 27 يونيو 2012، انضم أدوريز إلى أول نادٍ احترافي مثّله أتلتيك بيلباو مقابل حوالي 2.5 مليون يورو، وعقد مدته ثلاث سنوات. في 23 أغسطس، سجل أول أهدافه الأولى في فترته الثانية، حيث سجل هدفين في الفوز 6–0 على أرضه أمام هلسنكي في جولة الملحق من الدوري الأوروبي (9–3 في مجموع المباريات)؛ في 20 أكتوبر، عاد إلى ملعب ميستايا لمواجهة فريقه السابق واحرز هدفين، حيث خسر فريقه 2–3.
واصل أدوريز أداءه المميز في 4 نوفمبر 2012، حيث سجل هدفين في الفوز 2–1 على غرناطة. سرعان ما استفاد من تذبذب مستوى يورينتي ليصبح الخيار الأول، وأنهى موسمه الأول في فترته الثانية بتسجيله 18 هدف، 14 منها في الدوري.
غادر يورينتي إلى يوفنتوس في صيف عام 2013، ليصبح أدوريز الخيار الأول من قبل المدير الفني الجديد إرنستو فالفيردي. في 28 فبراير من العام التالي، سجل ثلاثة من أهداف فريقه يساعدهم على هزيمة غرناطة 4–0.
في 8 فبراير 2015، سجل أدوريز في الخسارة 2–5 على أرضه أمام برشلونة ليصل إلى هدفه رقم 100 في الدوري الأسباني. في المباراة الأخيرة من الموسم في 23 مايو، سجل هدفين في الفوز على أرضه 4–0 أمام فياريال ليحرز جائزة زارا بتغلبه على ألبيرتو بوينو من رايو فايكانو، بينما تأهل أيضاً أتلتيك إلى الدوري الأوروبي. في الدقيقة 24، تخلى عن ركلة جزاء لصالح أندوني إيراولا الذي كان يغادر النادي بعد 16 عامًا، لكن زميله في الفريق رفض، لذا قام بتسديدها بدلاً عنه.
سجل أدوريز هاتريك في المباراة التي فاز فيها أتلتيك 4–0 على برشلونة في مباراة الذهاب من كأس السوبر الإسباني في 14 أغسطس 2015، وتعادل 1–1 في مباراة الإياب ليحقق فريقه الكأس، ويحصل على أول لقب في مسيرته المهنية. في 16 أكتوبر، بعد بدء الموسم بقوة برصيد 11 هدفًا في 14 مباراة في جميع المسابقات، وافق اللاعب البالغ من العمر 34 عامًا على تمديد عقده حتى عام 2017.
جدد أدوريز عقده مع أتلتيك مرة أخرى في نوفمبر 2017، وهذه المرة جعله يستمر في النادي حتى صيف 2019. في الشهر التالي، أصبح أكبر لاعب يسجل هدف مع النادي بعد أن تجاوز أغوستين غاينثا.
وافق على عقد جديد لمدة عام في مايو 2019، وأكد في وقت لاحق في بداية موسم 2019–20 أنه هذا الموسم سيكون موسمه الأخير كلاعب قبل اعتزاله. في 16 أغسطس 2019، سجل أدوريز الهدف الوحيد في الفوز 1–0 على برشلونة من خلال مقصّية في الدقيقة 89 من المباراة الافتتاحية للموسم، مما ساعد فريقه على تحقيق فوزه الأول في الدوري ضد برشلونة منذ عام 2013 وأيضًا عادل رقم ليونيل ميسي في تسجيله لمدة 15 موسم متتالية في الدوري الإسباني.

## مسيرته الدولية

### إسبانيا
بعد بداية مثيرة للإعجاب في مسيرته مع فالنسيا، حصل أدوريز، البالغ من العمر 29 عامًا، على أول استدعى للمنتخب الإسباني، حيث تم اختياره لمباراتين بالتصفيات المؤهلة لبطولة أمم أوروبا 2012 في أكتوبر 2010. وشارك في آخر 15 دقيقة من الفوز 3–1 على أرضه أمام ليتوانيا.
بعد ست سنوات، في سن الخامسة والثلاثين، تم استدعاء أدوريز من قبل المدير فيسنتي ديل بوسكي لودية مع إيطاليا ورومانيا. شارك كأساسي وسجل في ضد الأول، في مباراة التعادل 1–1 على ملعب فريولي، وتم اختياره للمشاركة مع المنتخب في بطولة أمم أوروبا 2016 في فرنسا. شارك لأول مرة كبديل في دور المجموعات، حيث حل دائمًا محل ألفارو موراتا في الشوط الثاني؛ في 27 يونيو، في مباراة الدور الـ16 ضد إيطاليا على ملعب فرنسا، دخل كبديل لنوليتو في بداية الشوط الثاني، ولكن كان عليه أن يترك الملعب مصابًا في نهاية المطاف في مباراة الخسارة 0–2.
في 12 نوفمبر 2016، بعد المساهمة في الفوز 4–0 على مقدونيا في تصفيات كأس العالم 2018 في غرناطة، أصبح أدوريز أكبر لاعب يسجل هدف في تاريخ إسبانيا في سن 35 عامًا و275 يومًا.

### الباسك
شارك أدوريز لأول مرة مع منتخب إقليم الباسك في 8 أكتوبر 2006، وفتح التسجيل في مباراة التعادل 2–2 على كامب نو ضد كاتالونيا. كما سجل هدفين في الانتصارات على الأعضاء في الفيفا إستونيا وبوليفيا وبيرو. كان لديه 12 هدفًا في المباريات الودية لفريق الباسك اعتبارًا من 2017، مما جعله هدافهم التاريخي.

## الإحصائيات

### النادي
آخر تحديث 30 أكتوبر 2019.
| النادي                   | الموسم                   | الدوري                            | الدوري | الدوري  | الكأس  | الكأس   | أوروبا | أوروبا  | أخرى   | أخرى    | المجموع | المجموع |
| النادي                   | الموسم                   | الدرجة                            | الظهور | الأهداف | الظهور | الأهداف | الظهور | الأهداف | الظهور | الأهداف | الظهور  | الأهداف |
| ------------------------ | ------------------------ | --------------------------------- | ------ | ------- | ------ | ------- | ------ | ------- | ------ | ------- | ------- | ------- |
| أوريرا                   | 1999–2000                | الدوري الإسباني الدرجة الثانية بي | 25     | 8       | –      | –       | –      | –       | –      | –       | 25      | 8       |
| أتلتيك بيلباو ب          | 2000–01                  | الدوري الإسباني الدرجة الثانية بي | 33     | 7       | –      | –       | –      | –       | –      | –       | 33      | 7       |
| أتلتيك بيلباو ب          | 2001–02                  | الدوري الإسباني الدرجة الثانية بي | 35     | 8       | –      | –       | –      | –       | –      | –       | 35      | 8       |
| أتلتيك بيلباو ب          | 2002–03                  | الدوري الإسباني الدرجة الثانية بي | 22     | 4       | –      | –       | –      | –       | 6      | 1       | 28      | 5       |
| أتلتيك بيلباو ب          | المجموع                  | المجموع                           | 90     | 19      | –      | –       | –      | –       | 6      | 1       | 96      | 20      |
| أتلتيك بيلباو            | 2002–03                  | الدوري الإسباني                   | 3      | 0       | 1      | 0       | –      | –       | –      | –       | 4       | 0       |
| بورغوس                   | 2003–04                  | الدوري الإسباني الدرجة الثانية بي | 36     | 16      | 2      | 0       | –      | –       | –      | –       | 38      | 16      |
| بلد الوليد               | 2004–05                  | دوري الدرجة الثانية الإسباني      | 32     | 14      | 6      | 2       | –      | –       | –      | –       | 38      | 16      |
| بلد الوليد               | 2005–06                  | دوري الدرجة الثانية الإسباني      | 14     | 6       | 0      | 0       | –      | –       | –      | –       | 14      | 6       |
| بلد الوليد               | المجموع                  | المجموع                           | 46     | 20      | 6      | 2       | –      | –       | –      | –       | 52      | 22      |
| أتلتيك بيلباو            | 2005–06                  | الدوري الإسباني                   | 15     | 6       | 2      | 0       | –      | –       | –      | –       | 17      | 6       |
| أتلتيك بيلباو            | 2006–07                  | الدوري الإسباني                   | 34     | 9       | 1      | 0       | –      | –       | –      | –       | 35      | 9       |
| أتلتيك بيلباو            | 2007–08                  | الدوري الإسباني                   | 33     | 7       | 5      | 1       | –      | –       | –      | –       | 38      | 8       |
| مايوركا                  | 2008–09                  | الدوري الإسباني                   | 35     | 11      | 5      | 0       | –      | –       | –      | –       | 40      | 11      |
| مايوركا                  | 2009–10                  | الدوري الإسباني                   | 34     | 12      | 4      | 1       | –      | –       | –      | –       | 38      | 13      |
| مايوركا                  | المجموع                  | المجموع                           | 69     | 23      | 9      | 1       | –      | –       | –      | –       | 78      | 24      |
| فالنسيا                  | 2010–11                  | الدوري الإسباني                   | 29     | 10      | 2      | 2       | 8      | 2       | –      | –       | 39      | 14      |
| فالنسيا                  | 2011–12                  | الدوري الإسباني                   | 29     | 7       | 6      | 1       | 10     | 1       | –      | –       | 45      | 9       |
| فالنسيا                  | المجموع                  | المجموع                           | 58     | 17      | 8      | 3       | 18     | 3       | –      | –       | 84      | 23      |
| أتلتيك بيلباو            | 2012–13                  | الدوري الإسباني                   | 36     | 14      | 2      | 1       | 6      | 3       | –      | –       | 44      | 18      |
| أتلتيك بيلباو            | 2013–14                  | الدوري الإسباني                   | 31     | 16      | 5      | 2       | –      | –       | –      | –       | 36      | 18      |
| أتلتيك بيلباو            | 2014–15                  | الدوري الإسباني                   | 31     | 18      | 9      | 5       | 8      | 3       | –      | –       | 48      | 26      |
| أتلتيك بيلباو            | 2015–16                  | الدوري الإسباني                   | 34     | 20      | 5      | 2       | 14     | 10      | 2      | 4       | 55      | 36      |
| أتلتيك بيلباو            | 2016–17                  | الدوري الإسباني                   | 32     | 16      | 4      | 1       | 6      | 7       | –      | –       | 42      | 24      |
| أتلتيك بيلباو            | 2017–18                  | الدوري الإسباني                   | 33     | 9       | 1      | 0       | 14     | 11      | –      | –       | 48      | 20      |
| أتلتيك بيلباو            | 2018–19                  | الدوري الإسباني                   | 20     | 2       | 3      | 4       | –      | –       | –      | –       | 23      | 6       |
| أتلتيك بيلباو            | 2019–20                  | الدوري الإسباني                   | 10     | 1       | 0      | 0       | –      | –       | –      | –       | 10      | 1       |
| المجموع مع أتلتيك بيلباو | المجموع مع أتلتيك بيلباو | المجموع مع أتلتيك بيلباو          | 312    | 118     | 38     | 16      | 48     | 34      | 2      | 4       | 400     | 172     |
| الإجمالي                 | الإجمالي                 | الإجمالي                          | 636    | 221     | 63     | 22      | 66     | 37      | 8      | 5       | 773     | 285     |

1. 1 2  في المباريات الفاصلة في الدوري الإسباني الدرجة الثانية 2003
2. 1 2  في دوري أبطال أوروبا 2010–11
3. ↑  4 في دوري أبطال أوروبا 2011–12، 6 في الدوري الأوروبي 2011–12
4. ↑  1 في دوري أبطال أوروبا 2011–12
5. 1 2  الدوري الأوروبي 2012–13
6. ↑  7 في دوري أبطال أوروبا 2014–15، 1 في الدوري الأوروبي 2014–15
7. ↑  3 في دوري أبطال أوروبا 2014–15
8. 1 2  الدوري الأوروبي 2015–16
9. 1 2  كأس السوبر الإسباني 2015
10. 1 2  الدوري الأوروبي 2016–17
11. 1 2  الدوري الأوروبي 2017–18

### المنتخب
آخر تحديث 9 أكتوبر 2017.
| المنتخب الوطني | العام   | الظهور | الأهداف |
| -------------- | ------- | ------ | ------- |
| إسبانيا        | 2010    | 1      | 0       |
| إسبانيا        | 2016    | 10     | 2       |
| إسبانيا        | 2017    | 2      | 0       |
| المجموع        | المجموع | 13     | 2       |

### الأهداف الدولية
قائمة الأهداف والنتائج مع منتخب إسبانيا الأول.
| #  | التاريخ        | المكان                                  | الخصم   | الهدف | النتيجة | المسابقة               |
| -- | -------------- | --------------------------------------- | ------- | ----- | ------- | ---------------------- |
| 1. | 24 مارس 2016   | ملعب فريولي، أوديني، إيطاليا            | إيطاليا | 1–1   | 1–1     | ودية                   |
| 2. | 12 نوفمبر 2016 | ملعب لوس كارمنس الجديد، غرناطة، إسبانيا | مقدونيا | 4–0   | 4–0     | تصفيات كأس العالم 2018 |

## الإنجازات

### النادي
أتلتيك بيلباو
- كأس السوبر الإسباني (1): 2015
- كأس ملك إسبانيا: الوصيف 2014–15

### الفردية
- جائزة زارا (2): 2014–15،[65] 2015–16
- الدوري الأوروبي الهدّاف (1): 2015–16،[66] 2017–18 (بالتشارك)[67]
- الدوري الأوروبي تشكيلة الموسم (1): 2015–16.[66][68]
- لاعب الشهر في الدوري الإسباني (2): مارس 2016،[69] يناير 2018[70]

## وصلات خارجية
- أريتز أدوريز على موقع IMDb (الإنجليزية)
- أريتز أدوريز على موقع الاتحاد الأوربي (الإنجليزية)
- أريتز أدوريز على موقع قاعدة بيانات كرة القدم.إي يو (الإنجليزية)
- أريتز أدوريز على موقع ليكيب (الفرنسية)
- أريتز أدوريز على موقع ناشيونال فوتبول تيمز (الإنجليزية)
- أريتز أدوريز على موقع Soccerway.com (الإنجليزية)
- أريتز أدوريز على موقع عالم كرة القدم.نت (الإنجليزية)
- أريتز أدوريز على موقع AS.com (الإسبانية)